# Japonia na Zimowych Igrzyskach Paraolimpijskich 2006
Reprezentacja Japonii na Zimowych Igrzyskach Paraolimpijskich 2006 liczyła 40 sportowców.

## Medale

### Złote medale
Narciarstwo klasyczne (biathlon i biegi narciarskie)
11 marca: Miyuki Kobayashi, biathlon, 12,5 km kobiet niewidomych
Narciarstwo alpejskie
17 marca: Kuniko Obinata, slalom gigant kobiet siedząc

### Srebrne medale
Narciarstwo alpejskie
12 marca: Kuniko Obinata, zjazd kobiet siedząc
14 marca: Kuniko Obinata, supergigant kobiet siedząc
16 marca: Masahiko Tokai, slalom gigant mężczyzn stojąc
17 marca: Taiki Morii, slalom gigant mężczyzn siedząc
Narciarstwo klasyczne (biathlon i biegi narciarskie)
14 marca: Miyuki Kobayashi, biathlon, 7,5 km kobiet niewidomych

### Brązowe medale
Narciarstwo klasyczne (biathlon i biegi narciarskie)
11 marca: Shoko Ota, biathlon, 12,5 km kobiet stojąc
Narciarstwo alpejskie
19 marca: Tatsuko Aoki, slalom kobiet siedząc